# Nycteus oerlzeni
Nycteus oerlzeni is een keversoort uit de familie buitelkevers (Eucinetidae). De wetenschappelijke naam van de soort werd in 1887 gepubliceerd door Edmund Reitter.